# Olympische Sommerspiele 1936/Teilnehmer (Portugal)
| Gelbes Symbol für Goldmedaillen mit stilisierten Olympischen Ringen | Graues Symbol für Silbermedaillen mit stilisierten Olympischen Ringen | Braundes Symbol für Bronzemedaillen mit stilisierten Olympischen Ringen |
| ------------------------------------------------------------------- | --------------------------------------------------------------------- | ----------------------------------------------------------------------- |
| —                                                                   | —                                                                     | 1                                                                       |

Portugal nahm an den Olympischen Sommerspielen 1936 in Berlin mit einer Delegation von 19 Athleten teil.
Im Medaillenspiegel erreichte Portugal mit einer Bronzemedaille den 30. Platz zusammen mit Australien und den Philippinen. Die Bronzemedaille ging an die drei Springreiter Domingos de Sousa Coutinho, José Beltrão und Luís Mena e Silva in der Mannschaftswertung. Für Portugal waren es die dritten Olympischen Sommerspiele mit einer Bronzemedaille.

## Medaillengewinner

### Bronze

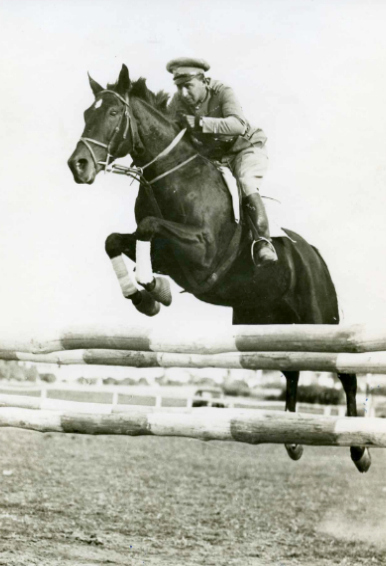
José Beltrão bei den Olympischen Spielen

- Domingos de Sousa Coutinho, José Beltrão, Luís Mena e Silva  (Reiten – Springreiten/Mannschaftswertung)

## Teilnehmerliste

### Fechten
| Athlet               | Disziplin        | Platz                                     |
| -------------------- | ---------------- | ----------------------------------------- |
| Gustavo Carinhas     | Degen Einzel     | in der 1. Runde ausgeschieden             |
| Gustavo Carinhas     | Degen Mannschaft | im Halbfinale ausgeschieden (5.–8. Platz) |
| Paulo d’Eça Leal     | Degen Einzel     | 9.                                        |
| Paulo d’Eça Leal     | Degen Mannschaft | im Halbfinale ausgeschieden (5.–8. Platz) |
| António de Menezes   | Degen Mannschaft | im Halbfinale ausgeschieden (5.–8. Platz) |
| João Sassetti        | Degen Mannschaft | im Halbfinale ausgeschieden (5.–8. Platz) |
| Henrique da Silveira | Degen Einzel     | 6.                                        |
| Henrique da Silveira | Degen Mannschaft | im Halbfinale ausgeschieden (5.–8. Platz) |

### Leichtathletik
| Athlet       | Disziplin | Wertung     | Platz |
| ------------ | --------- | ----------- | ----- |
| Manuel Dias  | Marathon  | 2:49:00,0 h | 17.   |
| Jaime Mendes | Marathon  | –           | DNF   |

### Reiten
| Athlet                     | Disziplin                 | Platz  |
| -------------------------- | ------------------------- | ------ |
| Domingos de Sousa Coutinho | Springreiten – Einzel     | 16.    |
| Domingos de Sousa Coutinho | Springreiten – Mannschaft | Bronze |
| José Beltrão               | Springreiten – Einzel     | 6.     |
| José Beltrão               | Springreiten – Mannschaft | Bronze |
| Luís Mena e Silva          | Springreiten – Einzel     | 21.    |
| Luís Mena e Silva          | Springreiten – Mannschaft | Bronze |

### Schießen
| Name                   | Disziplin                  | Punkte | Rang                          |
| ---------------------- | -------------------------- | ------ | ----------------------------- |
| Alberto Andresen       | Schnellfeuerpistole        | –      | in der 1. Runde ausgeschieden |
| Moysés Cardoso         | Scheibenpistole            | 490    | 40.                           |
| Joaquim da Mota        | Schnellfeuerpistole        | –      | in der 1. Runde ausgeschieden |
| Carlos Queiroz         | Kleinkaliber liegend, 50 m | 292    | 23.                           |
| Carlos Queiroz         | Schnellfeuerpistole        | –      | in der 1. Runde ausgeschieden |
| Francisco António Real | Kleinkaliber liegend       | 283    | 58.                           |
| Eduardo Santos         | Kleinkaliber liegend, 50 m | 293    | 15.                           |

### Segeln
| Athlet                                                 | Disziplin | Platz |
| ------------------------------------------------------ | --------- | ----- |
| Ernesto Vieira de Mendonça                             | O-Jolle   | 21.   |
| Joaquim Mascarenhas de Fiúza António Guedes de Herédia | Star      | 10.   |